# Maximilio Hizon
Maximilio Hizon (Mexico, 28 mei 1870 - Guam, 1 september 1901) was een Filipijns leider gedurende de Filipijnse Revolutie.

## Biografie
Maximilio Hizon werd geboren op 28 mei 1870 in Mexico in de Filipijnse provincie Pampanga. Zijn ouders waren Atanacio Hizon en Aniceta Hipolito. Vader Atanacio was in 1874 gobernadorcillo (burgemeester) van zijn geboorteplaats. Hizon kreeg onderwijs op de priveschool van Vicente Quirino en ging in Manilla naar het Colegio de San Juan de Letran. Hij keerde echter zonder diploma terug in Mexico. Na de dood van zijn vader nam hij hun boerderij in San Rafael over.
Hizon was lid van de ondergrondse verzetsbeweging Katipunan. Nadat deze organisatie op 19 augustus 1896 werd ontdekt door de Spanjaarden werd Hizon gearresteerd en verbannen naar het zuidelijke Filipijnse eiland Jolo. Na het sluiten van het Pact van Biak-na-Bato kwam hij vrij. Nadat het Pact werd gebroken sloot hij zich opnieuwe bij de rebellen aan. Met zijn manschappen viel hij een garizoen aan in San Fernando. Later, gedurende de Filipijns-Amerikaanse oorlog viel hij Amerikaanse troepen aan in de Slag om Caloocan in de provincie Rizal. Nadat hij door de Amerikanen gevangen was genomen weigerde Hizon om trouw te zweren aan de Amerikanen. Op bevel van generaal Arthur MacArthur jr. op 7 januari 1901 werd hij daarop verbannen naar Guam.
Hizon overleed in 1901 in ballingschap op Guam op 31-jarige leeftijd aan een hartaanval.